# Sutera

Ubicació de Sutera dins la província

Sutera (sicilià Sutera) és un municipi italià, dins de la província de Caltanissetta. L'any 2007 tenia 1.639 habitants. Limita amb els municipis d'Acquaviva Platani, Bompensiere, Campofranco, Casteltermini (AG), Milena i Mussomeli.

## Administració
| Període | Identitat            | Partit        |
| ------- | -------------------- | ------------- |
| 2008-   | Calogero Difrancesco | Llista cívica |